# Eisenbahnunfall von Florence
Der Eisenbahnunfall von Florence war der Frontalzusammenstoß zweier Züge am 16. März 1906 auf einer eingleisigen Strecke der Denver and Rio Grande Railroad zwischen Florence, Colorado, USA, und Adobe. 34 Menschen starben.

## Ausgangslage
Ein übergeordneter Fahrdienstleiter (Dispatcher) suchte einen Kreuzungspunkt für den mit Verspätung in westlicher Richtung verkehrenden New Mexico, Utah & California Express und einen in der Gegenrichtung verkehrenden Zug. Dazu rief er den Bahnhof von Beaver an und fragte den örtlichen Fahrdienstleiter, ob der Schnellzug den Bahnhof schon durchfahren habe. Dieser örtliche Fahrdienstleiter war bereits seit 19 Stunden im Dienst.

## Unfallhergang
Der örtliche Fahrdienstleiter war kurz eingeschlafen und hatte die Durchfahrt des New Mexico, Utah & California Express nicht mitbekommen. Er gab deshalb die unzutreffende Auskunft, der Zug sei in Beaver noch nicht angekommen. Daraufhin entschied sich der übergeordnete Fahrdienstleiter für Beaver als Kreuzungspunkt, wies den örtlichen Fahrdienstleiter an, den Schnellzug anzuhalten und ließ den Zug, der in der Gegenrichtung verkehrte, in die Strecke einfahren. Zwischen Florence und Adobe kam es zum Frontalzusammenstoß beider Züge. Die beiden vorderen Wagen des New Mexico, Utah & California Express wurden zertrümmert, es brach ein Feuer aus und 34 Menschen starben.